# 布恩維爾鎮區 (密蘇里州庫珀縣)
布恩維爾鎮區（英語：Boonville Township）是位於美國密蘇里州庫珀縣的一個行政鎮區。

## 地方資料
布恩維爾鎮區的面積為138.50平方千米，當中陸地面積為134.23平方千米，而水域面積為4.27平方千米。根據2020年美國人口普查的數據，當地共有人口9573人，而人口密度為每平方千米69.12人。